# Zeitnormal

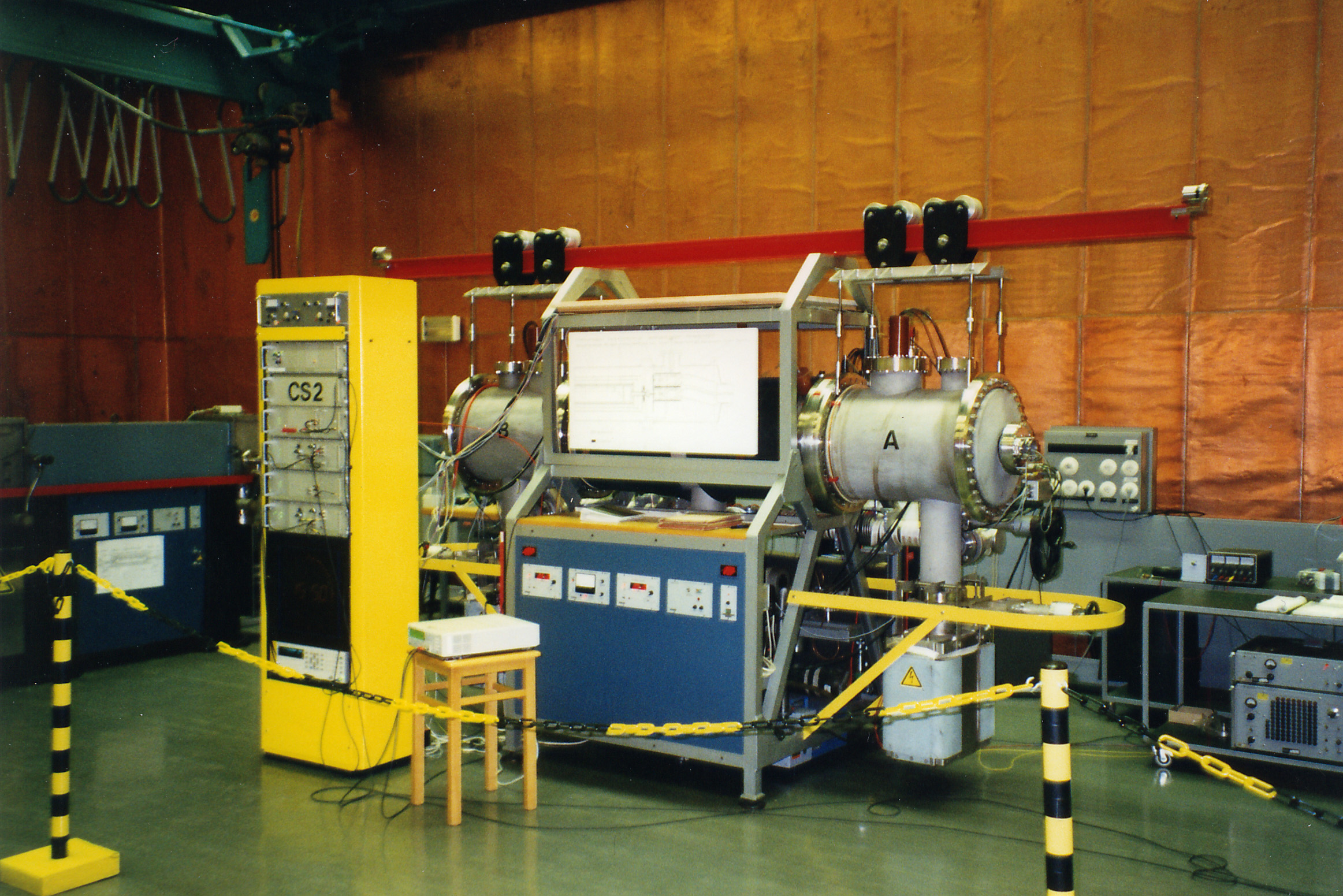
Atomuhr „CS2“
Physikalisch-Technische Bundesanstalt

Ein Zeitnormal ist ein Messnormal der Zeitmessung.
Hierbei handelt es sich um extrem genau gehende Uhren, deren Zeit zum Einstellen bzw. Kalibrieren anderer Uhren verwendet wird. Für diesen Zweck wird eine Uhr eingesetzt, die gemäß dem vorliegenden Stand der Technik den geringsten Gangfehler besitzt, heutzutage eine Atomuhr.
Für das Zeitnormal ist zuständig:
- in Deutschland die Physikalisch-Technische Bundesanstalt in Braunschweig
- in der Schweiz das Eidgenössische Institut für Metrologie (METAS) und
- in Österreich das Bundesamt für Eich- und Vermessungswesen.

## Geschichtliche Entwicklung
In vergangenen Jahrhunderten waren z. B. die Uhren in Kirchtürmen oder Rathäusern die Zeitnormale für eine Stadt. Mit dem Beginn der astronomischen Chronologie wurde die Sonnenzeit an einem Referenzmeridian bestimmt. Bis etwa in die 1970er war die astronomische Bestimmung der Weltzeit aus der Ephemeridenzeit das Primärnormal der Weltzeit.
Die mechanischen Uhren wurden später durch Quarzuhren abgelöst, die bereits eine Ganggenauigkeit von einer Sekunde auf mehrere Jahre aufweisen. In Quarzuhren wird ein Festkörper-Quarz durch eine piezoelektrische Anregung zur Eigenschwingung angeregt.
Gleichzeitig mit der Miniaturisierung und Massenproduktion dieser Uhren wurde mit den Atomuhren eine neue Uhrentechnik mit noch höherer Genauigkeit entwickelt. In Atomuhren werden quantenmechanische Schwingungen von Atomen als Zeitnormal verwendet. Nach der Caesium-Atomuhr wird derzeit die Sekunde definiert: sie ist die Zeit, in der 9.192.631.770 Schwingungen eines Caesiumatoms ablaufen. Die heutige Koordinierte Weltzeit (UTC) ist eine Mitführung der Sekundenmessung über die Atomzeit (TAI) mit der Jahresbestimmung über die Universal Time (UT1/2).